# رائوشان مشیتخانووا
رائوشان مشیتخانووا (انگلیسی: Raushan Meshitkhanova؛ زادهٔ ۲۴ نوامبر ۱۹۹۵) وزنه‌بردار زن اهل قزاقستان است.